# Gabriel Dufrasne
Pour les articles homonymes, voir Dufrasne.
Gabriel Jean Marie Dufrasne, né à Paris (19e arrondissement de Paris) le 24 juin 1875 et mort à Paris (13e arrondissement de Paris]) le 12 septembre 1949, est un sculpteur français.

## Biographie
Élève de Gaston Veuvenot Leroux et Louis-Ernest Barrias à l'École nationale des beaux-arts, statuaire, membre de la Société des artistes français, Gabriel Dufrasne prend part à des expositions d'art religieux du Pavillon de Marsan ainsi qu'en 1925 à l'Exposition des arts décoratifs. On lui doit de nombreuses statues d’édifices religieux parisiens. 